# Georges-Antoine Rochegrosse
Georges-Antoine Rochegrosse (Versalles, Francia, 2 de agosto de 1859-El Biar, Argelia, 11 de julio de 1938) fue un pintor, grabador e ilustrador francés. De estilo historicista al principio y luego simbolista-orientalista, fue muy apreciado por la alta sociedad y lo condecoraron con la Legión de Honor en 1892.

## Biografía
Tras casarse con su madre Élise Marie Bourotte (1828-1904), lo adoptó el poeta Théodore de Banville, del que también fue yerno. Su padre Jules Jean Baptiste Rochegrosse falleció en 1874.
Comenzó a darle clases el pintor Alfred Dehodencq y en 1871 entró en la Academia Julian donde fue alumno de Jules Joseph Lefebvre o Gustave Boulanger. Terminó sus estudios en la  Escuela de Bellas Artes de París.
Participó sin éxito en e Premio de Roma de 1880 y 1881, y en 1882 fue premiado en el Salón de París. Al año siguiente consiguió una beca de estudios.

### Argelia

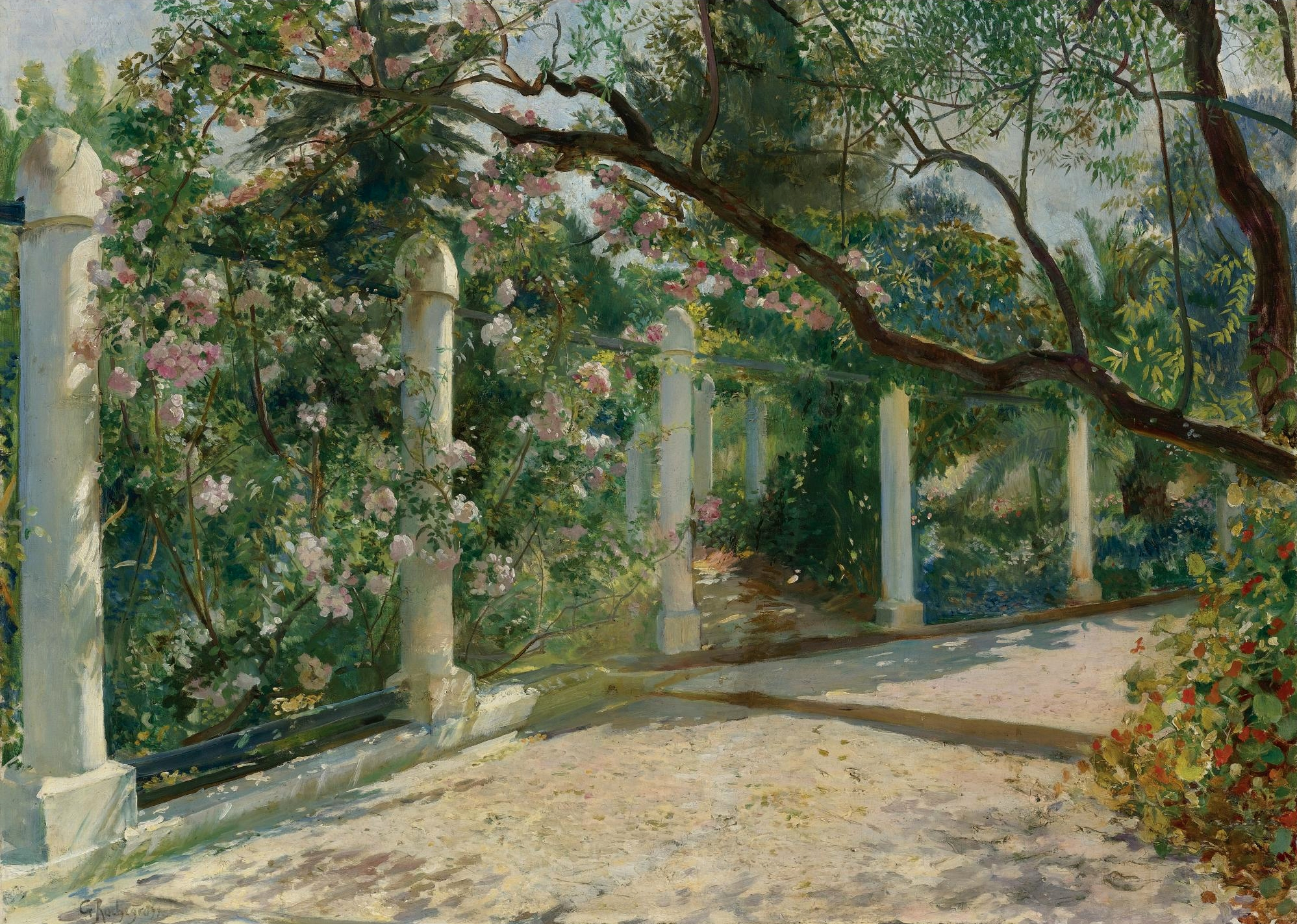
Almendros en Argel

Descubrió Argelia en 1894 y se estableció definitivamente en El-Biar en 1900, con su esposa Marie Leblond, fallecida en 1920 de una enfermedad de la que se contagió en el hospital donde trabajaba como enfermera.

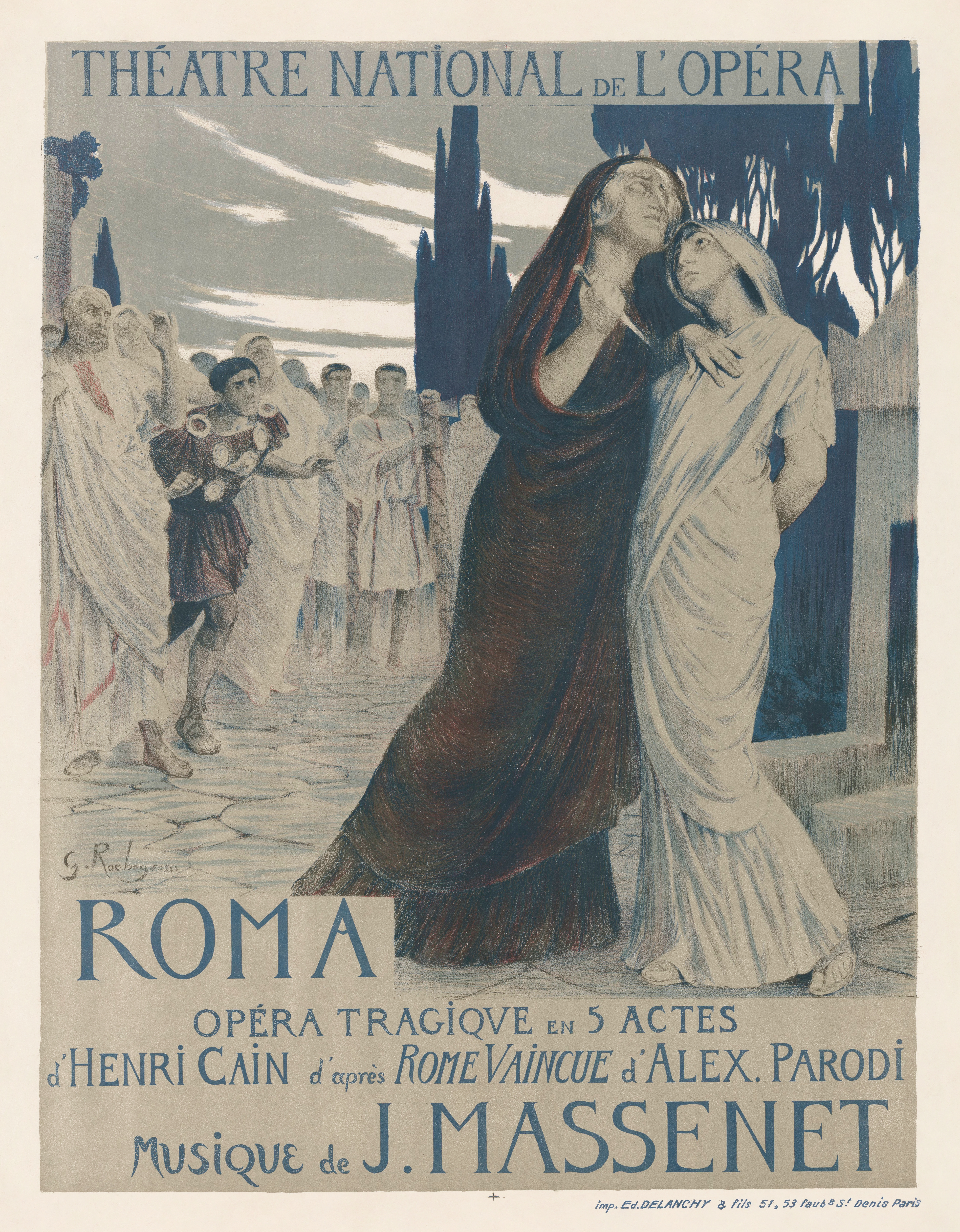
Manifiesto de Rochegrosse

## Bibliografía

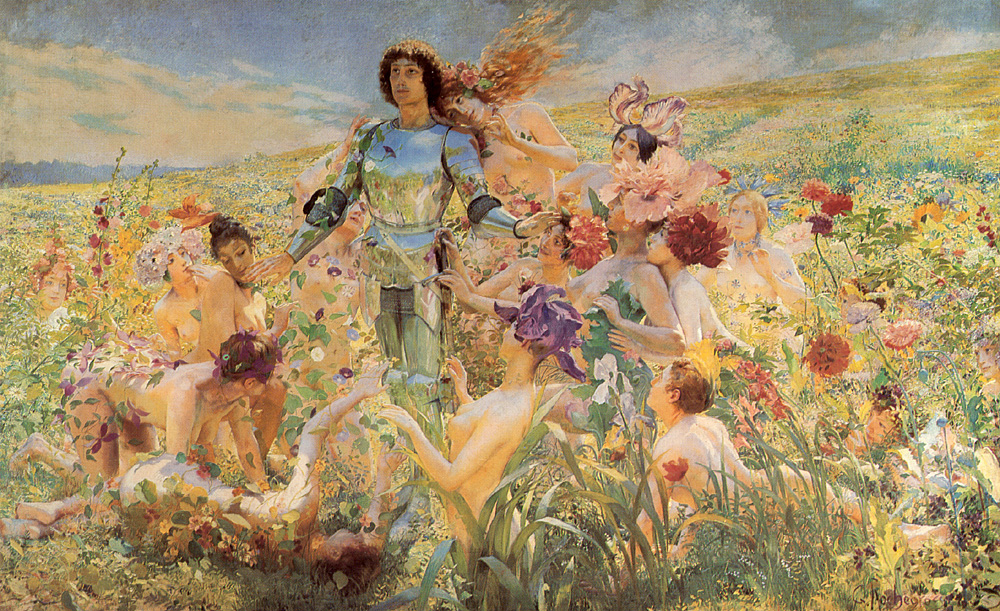
Il Cavaliere dei fiori (Musée d'Orsay, 1894)